# Sassen-Trantow
Sassen-Trantow là một đô thị thuộc huyện Vorpommern-Greifswald (trước thuộc Demmin), bang Mecklenburg-Vorpommern, Đức. Đô thị Sassen-Trantow có diện tích 45,22 km², dân số thời điểm ngày 31 tháng 12 năm 2006 là 867 người.